# Nosson Zand
Nathan Issac Zand (11 de diciembre de 1981), más conocido por el nombre de Nosson Zand o NIZ, es un músico Americano de Hip Hop. Su estilo mezcla lo espiritual con rimas acorde con su condición de Judío Jasídico.

## Biografía
Nathan Issac Zand nació en Brookline, Boston, el 11 de diciembre de 1981, de acuerdo con el calendario judío corresponde al día 15 de Kislev 5742 (Kislev es el tercer mes del calendario judío. ).
Es más conocido por su acrónimo Niz o la versión Jasídica de su nombre Nosson.
Creció en Brookline, Boston, y estudió en el Brookline High School. Allí tomó clases de trompeta y conoció el rap gracias a un amigo de proyectos escolares. Pasó sus días escolares rapeando en los pasillos, en la calle, en fiestas, concursos de talentos, micrófonos abiertos, etc. Su primer show fue en el House of Blues de Cambridge, Massachusetts.
A continuación, entró en la Universidad de Clark, donde estudió francés e Historia de los Estados Unidos de América, concentrándose en la cultura Hip Hop.
En el campus llevó a cabo varios conciertos con Toots and the Maytals, B Heather, The Last Poets, y múltiples actuaciones en solitario.
Cuando se graduó, se fue a vivir y trabajar en Francia. Allí trabajó como profesor de inglés.
En Francia se vinculó con algunos judíos jasídicos (Jabad) y le atrajo la forma de vida Jabad, entonces comenzó un nuevo estilo, el rap jasídico - rap con un nuevo mensaje positivo. Siguió actuando en varios clubes nocturnos y otros lugares en toda Francia.
De regreso a Boston realizó diferentes trabajos y conciertos en Boston, Nueva York, Florida y Tejas.
En Boston, coincidió con Matisyahu y rapeó para él en la esquina de una calle. Matisyahu reconoció su talento y decidió que Nosson actuara con él en Avalon, Boston (el 20 de diciembre de 2006) y en Soth Paw, Brooklyn, NY.
En 2008 se fue a Hollywood para actuar en el papel principal en Song of David, película sobre un joven jasídico que está estudiando para ser rabino en una Yeshiva de Los Ángeles. Obsesionado con la música rap, descubrió en ella la libertad artística y la libre expresión. Con esta película Nosson ganó el Premio al Mejor Actor en el Festival Internacional de Cine de Boston.
En 2008 completó su primer EPThe Return.
Con El regreso realizó junto con Matisyahu una gira de 35 conciertos alrededor de EE.UU. y Canadá. También colaboró con Matisyahu en su 8º Festival of Light en Nueva York.
En 2013, Zand lanzó su primer álbum de larga duración, "Believers", que incluye una canción del mismo nombre con Matisyahu.